# Suq (città)
Sūq (farsi سوق) è una città dello shahrestān di Kohgiluyeh, circoscrizione Centrale, nella provincia di Kohgiluyeh e Buyer Ahmad. Aveva, nel 2006, una popolazione di 5.890 abitanti.